# Filosofia, ara!
Filosofia, ara! és una revista acadèmica sobre filosofia, d'àmbit català, fundada el desembre de 2015 a Catalunya. Coordinada per Xavier Serra Besalú i Anna Sarsanedas Darnés, està inspirada en les publicacions Philosophie Magazine i Philosophy Now. La revista, de periodicitat semestral, s'adreça principalment a estudiants de batxillerat, estudiants universitaris i postuniversitaris, docents, intel·lectuals, creatius i tothom qui valori la filosofia en general. Al primer número van fer un monogràfic sobre els autors que entren a la prova d'història de la filosofia de la selectivitat (Plató, René Descartes, John Locke, John Stuart Mill i Friedrich Nietzsche).
La revista proposa un tema monogràfic, i inclou també seccions amb articles, ressenyes, documentació, traduccions, experiències educatives d'èxit, una àrea destinada a nous valors (El balcó de l'estudiant), i una Contraportada que expressa i evidencia la vitalitat del pensament a la seva àrea d'influència.